# (34349) 2000 RQ7
2000 RQ7 (asteroide 34349) é um asteroide da cintura principal. Possui uma excentricidade de 0.11918150 e uma inclinação de 6.04158º.
Este asteroide foi descoberto no dia 1 de setembro de 2000 por LINEAR em Socorro.